# 希特基诺
希特基诺（羅馬化：Shitkino）是俄罗斯伊尔库茨克州的工人村（市级镇），属泰舍特区，位于叶尼塞河流域内比留萨河畔，在区行政中心泰舍特东北、州府伊尔库茨克西北方。
曾为同名区行政中心，后该区并入泰舍特区。该地2021年人口有1,630人；2010年人口1,966；2002年人口2,426；1989年人口2,947。